# Regina Bianchi
Regina Bianchi (1 de enero de 1921 – 5 de abril de 2013) fue una actriz teatral, cinematográfica y televisiva de nacionalidad italiana.

## Biografía
Su verdadero nombre era Regina D'Antigny, y nació en Lecce, Italia, donde sus padres, dos artistas napolitanos (su padre era de origen francés), estaban de gira con su compañía. Creció en Nápoles y siendo muy joven (16 años) fue contratada por Raffaele Viviani, y después por Eduardo De Filippo, llegando a ser una de las actrices más apreciadas del tradicional teatro napolitano. En realidad, su primera "actuación" teatral tuvo lugar cuando solamente tenía 8 días de edad.
Bianchi actuó con la compañía que Peppino De Filippo había fundado tras su sonora separación de su hermano mayor, y dejó la escena durante 15 años para volver únicamente a finales de la década de 1950 (en realidad fue su compañero Goffredo Alessandrini, exmarido de Anna Magnani, el que la obligó a abandonar el teatro a fin de que se dedicara al cuidado de las dos hijas de la pareja).
Convertida en actriz protagonista de importantes comedias del teatro eduardiano, con interpretaciones llenas de patetismo y humanidad: memorable permanecerá su papel principal en Filumena Marturano, sustituyendo a Titina De Filippo, por no hablar de su trabajo en Sabato, domenica e lunedì, Napoli milionaria! y Questi fantasmi.  
Bianchi actuó en numerosas producciones cinematográficas, entre las cuales están Il giudizio universale (1961, de Vittorio De Sica), Le quattro giornate di Napoli (1962, de Nanni Loy), con la que obtuvo el Nastro d'argento, Kaos (1984, de los hermanos Taviani), y Il giudice ragazzino (1994, de Alessandro Di Robilant). También trabajó para la televisión, por ejemplo en I grandi camaleonti, de Edmo Fenoglio (1964), y Jesus of Nazareth (1977, de Franco Zeffirelli).
En 2009 fue invitada de Laura Lattuada en Passepartout, siendo entrevistada en su casa de Roma. En enero de 2011 también tuvo una larga entrevista televisiva en  el programa Visioni Private
Bianchi vivió en Roma hasta el día de su muerte, el 5 de abril de 2013, a los 92 años de edad.

## Filmografía
- Il socio invisibile, de Roberto Roberti (1939)
- Dopo divorzieremo, de Nunzio Malasomma (1940)
- Il ponte di vetro, de Goffredo Alessandrini (1940)
- Rosa di sangue, de Jean Choux (1940)
- I due Foscari, de Enrico Fulchignoni (1942)
- Un giorno da leoni, de Nanni Loy (1961)
- Le quattro giornate di Napoli, de Nanni Loy (1962)
- Una storia milanese, de Eriprando Visconti (1962)
- I giorni contati, de Elio Petri (1962)
- I grandi camaleonti, de Edmo Fenoglio (1964)
- Il nero, de Giovanni Vento (1965)
- Spara forte, più forte, non capisco, de Eduardo De Filippo (1966)
- Operazione ricchezza, de Vittorio Musy Glory (1967)
- Temptation, de Lamberto Benvenuti (1968)
- Tony Arzenta, de Duccio Tessari (1973)
- Dove volano i corvi d'argento, de Piero Livi (1976)
- Jesus of Nazareth, de Franco Zeffirelli (1977)
- Zappatore, de Alfonso Brescia (1980)
- Carcerato, de Alfonso Brescia (1981)
- Celebrità, de Ninì Grassia (1981)
- Tradimento, de Alfonso Brescia (1982)
- Stangata napoletana, de Vittorio Caprioli (1982)
- Giuramento, de Alfonso Brescia (1982)
- Kaos, de Fratelli Taviani (1984)
- Il motorino, de Ninì Grassia (1984)
- L'orso di peluche, de Jacque Deray (1993)
- Il giudice ragazzino, de Alessandro Di Robilant (1994)
- Camerieri, de Leone Pompucci (1995)
- Il grande fuoco, de Fabrizio Costa (1995)
- Padre papà, de Sergio Martino (1996)
- Il manoscritto di Van Hecken, de Nicola De Rinaldo (1999)
- E adesso sesso, de Carlo Vanzina (2000)
- Il mare non c'è paragone, de Eduardo Tartaglia (2001)
- Sotto gli occhi di tutti, de Nello Correale (2003)
- Elisa di Rivombrosa, de Cinzia Th Torrini (2003)
- Ci sta un francese, un inglese e un napoletano, de Eduardo Tartaglia (2008)

## Televisión
- Una tragedia americana, de Theodore Dreiser, dirección de Anton Giulio Majano, 1962, RAI.
- Gamma, dirección de Salvatore Nocita, argumento de Fabrizio Trecca, guion de Fabrizio Trecca; 21 de octubre de 1975

## Radio
- Sabato, domenica e lunedì, de Eduardo De Filippo, dirección del autor, con Regina Bianchi, Eduardo De Filippo y Enzo Cannavale. 3 de junio de 1961, RAI.